# جوزيه كولينز
جوزيه كولينز (بالإنجليزية: Josiah Collins)‏ هو سياسي أمريكي، ولد في 1807. انتخب عضو مجلس ولاية كارولاينا الشمالية.